# Estancia (Ginastera)
Estancia, op. 8, es un ballet en un acto y cinco escenas del compositor argentino Alberto Ginastera, compuesto en 1941 y estrenado en 1952.

## Historia
La compañía de ballet americano Caravan, dirigida por Lincoln Kirstein, actuó en el Teatro Colón en Buenos Aires en 1941, entre otros, para representar Billy el Niño de Aaron Copland. El primer ballet de Alberto Ginastera, Panambí, fue creado en el año 1940. El alumno Kirstein encargó a Ginastera en un acto de ballet sobre la vida rural en la Argentina. Ginastera se inspira en la vida de los gauchos en la pampa, tal como se describe en el poema épico El Gaucho Martín Fierro de José Hernández. El ballet no puede ser creado en el tiempo, y Ginastera esboza una suite para orquesta, estrenada el 12 de mayo de 1943, en la ciudad de Buenos Aires, bajo la dirección de Ferruccio Calusio. El ballet completo no fue puesto en escena hasta el 19 de agosto de 1952. Recibe el nombre de Estancia por un rancho argentino.

## Escenas
1. El amanecer
  - Introducción y escena
  - Pequeña danza
2. La mañana
  - Danza del trigo
  - Los trabajadores agrícolas
  - Los peones de la hacienda - Entrada de los caballitos
  - Los puebleros
3. El lento
  - Triste pampeano
  - La doma (Rodeo)
  - Idilio en el crepúsculo
4. La noche
5. El amanecer
  - Escena
  - Danza final (Malambo)[3]